# Parawillemia pampeana
Parawillemia pampeana är en urinsektsart som beskrevs av Izarra 1975. Parawillemia pampeana ingår i släktet Parawillemia och familjen Hypogastruridae. Inga underarter finns listade i Catalogue of Life.